# Лабастид-Эспарберанк
Лабасти́д-Эспарбера́нк (фр. Labastide-Esparbairenque) — коммуна во Франции, находится в регионе Лангедок — Руссильон. Департамент коммуны — Од. Входит в состав кантона Ма-Кабарде. Округ коммуны — Каркасон.
Код INSEE коммуны — 11180.

## Население
Население коммуны на 2008 год составляло 83 человека.
| 1962 | 1968 | 1975 | 1982 | 1990 | 1999 | 2008 |
| ---- | ---- | ---- | ---- | ---- | ---- | ---- |
| 88   | 113  | 90   | 86   | 94   | 103  | 83   |

## Экономика
В 2007 году среди 56 человек в трудоспособном возрасте (15—64 лет) 36 были экономически активными, 20 — неактивными (показатель активности — 64,3 %, в 1999 году было 72,9 %). Из 36 активных работали 32 человека (18 мужчин и 14 женщин), безработных было 4 (2 мужчин и 2 женщины). Среди 20 неактивных 8 человек были учащимися или студентами, 6 — пенсионерами, 6 были неактивными по другим причинам.